# Rasputin, the Black Monk
Pour plus de détails, voir Fiche technique et Distribution.
Rasputin, the Black Monk est un film américain réalisé par Arthur Ashley et sorti en 1917. Il est considéré comme perdu. La plupart des personnages du film ne correspondent pas à des personnages historiques à part Raspoutine et Alexandre Kerenski.

## Synopsis
Gregory Novik, un paysan russe ambitieux détesté par ses concitoyens, savoure son pouvoir hypnotique sur les femmes, dont Inez, l'épouse du leader révolutionnaire Raff. Gregory part déguisé en moine et, tout en buvant avec un agent des services secrets, trahit Raff, qui est capturé. L'agent persuade Gregory d'aller à Saint-Pétersbourg, où Gregory devient connu sous le nom de Raspoutine et convertit une suite de personnalités éminentes à ses enseignements selon lesquels l'inhibition des envies physiques est mauvaise. Lorsque le jeune tsarévitch contracte une maladie que les médecins diagnostiquent comme incurable, Raspoutine le sauve, mais l'avertit qu'il doit toujours rester près de lui. Seize ans plus tard, pendant la Première Guerre mondiale, Raspoutine, qui fait étalage de son immense pouvoir, conspire avec les Allemands pour paralyser l'armée russe.

## Fiche technique
- Réalisation : Arthur Ashley
- Producteur : William A. Brady
- Production : World Film Company
- Durée : 8 bobines
- Dates de sortie : 
  - 12 septembre 1917 : New York[2]
  - 5 octobre 1917 : États-Unis

## Distribution

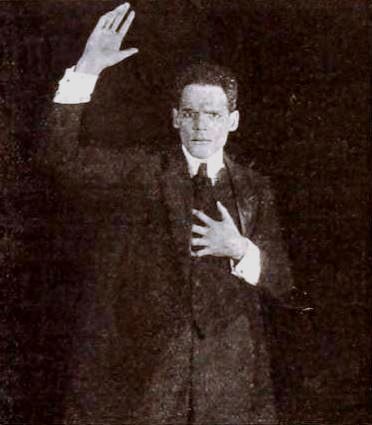
Henry Hull dans une scène du film.

- Montagu Love : Gregory Novik/Grigori Raspoutine
- Henry Hull : Kerensky
- June Elvidge : Inez, la femme de Raff
- Arthur Ashley : Raff
- Violet Axzelle : Ilda enfant
- Lillian Cook : Ilda, la fille de Raff adulte
- Bertram Grassby : Alexus
- Irving Cummings : Prince Felix
- Julia Dean : Madame Vasta, Lady in Waiting
- Pinna Nesbit : Princesse Sonia
- Hubert Wilke : Tzar Andre
- Florence Beresford : Tzarina Katherine
- Charles Crompton : Paulus
- Frank Beamish : Choynski, services secrets Russes
- Joseph Granby : Mikula Dvorkin, leader de la Duma

## Réception
Le film a été présenté en première au Park Theatre de New York le 12 septembre 1917, et en raison de la forte affluence la police a du être appelée en renfort.